# Пушкарский сельсовет (Липецкая область)
Пушкарский сельсове́т — сельское поселение в Усманском районе Липецкой области. 
Административный центр — село Куриловка.

## История
В соответствии с законами Липецкой области №114-оз от 02.07.2004 и №126-оз от 23.09.2004 сельсовет наделён статусом сельского поселения, установлены границы муниципального образования.

## Население
| 2010 | 2012 | 2013 | 2014 | 2015 | 2016 | 2017 |
| ---- | ---- | ---- | ---- | ---- | ---- | ---- |
| 504  | ↗512 | ↘489 | ↘466 | ↗472 | ↘461 | ↘451 |
| 2018 | 2021 |      |      |      |      |      |
| ↘448 | ↗451 |      |      |      |      |      |

## Состав сельского поселения
| № | Населённый пункт | Тип населённого пункта       | Население |
| - | ---------------- | ---------------------------- | --------- |
| 1 | Красный Кудояр   | деревня                      | →70       |
| 2 | Куриловка        | село, административный центр | ↘409      |
| 3 | Пушкари          | село                         | →24       |